# Liste der Biografien/Lez
Liste der Biografien |
Portal Biografien |
Personensuche
# |
A |
B |
C |
D |
E |
F |
G |
H |
I |
J |
K |
L |
M |
N |
O |
P |
Q |
R |
S |
T |
U |
V |
W |
X |
Y |
Z |
?
 
La |
Lb |
Lc |
Le |
Lg |
Lh |
Li |
Lj |
Ll |
Lm |
Lo |
Lp |
Lt |
Lu |
Lv |
Lw |
Lx |
Ly |
Lz
 
Lea |
Leb |
Lec |
Led |
Lee |
Lef |
Leg |
Leh |
Lei |
Lej |
Lek |
Lel |
Lem |
Len |
Leo |
Lep |
Leq |
Ler |
Les |
Let |
Leu |
Lev |
Lew |
Lex |
Ley |
Lez
Die Liste der Biografien führt alle Personen auf, die in der deutschsprachigen Wikipedia einen Artikel haben. Dieses ist eine Teilliste mit 26 Einträgen von Personen, deren Namen mit den Buchstaben „Lez“ beginnt.

## Lez

### Leza
- Leza, Marisa de (1933–2020), spanische Film- und Theaterschauspielerin
- Lezak, Jason (* 1975), US-amerikanischer Schwimmer
- Lezama Lima, José (1910–1976), kubanischer Schriftsteller
- Lezana Vaca, Mario (1922–2006), bolivianischer Geistlicher, römisch-katholischer Militärbischof von Bolivien
- Leżański, Tomasz (* 1947), polnischer Bogenschütze
- Lezaud, Joan (* 1985), französischer Squashspieler
- Lezay-Marnésia, Adrien de (1769–1814), französischer Beamter, Präfekt des Département de Rhin-et-Moselle (1806–1810)
- Lezay-Marnésia, Claude-François de (1735–1800), französischer Autor und Enzyklopädist

### Lezc
- Lezcano y Ortega, José Antonio (1865–1952), nicaraguanischer Geistlicher, erster Erzbischof von Managua und Parlamentspräsident
- Lezcano, Darío (* 1990), paraguayischer Fußballspieler
- Lezcano, Gastón (* 1986), argentinischer Fußballspieler
- Lezcano, Juan Vicente (1937–2012), paraguayischer Fußballspieler
- Lezcano, Rubén (* 2004), paraguayischer Fußballspieler

### Leze
- Lezec, Henri, US-amerikanischer Elektroingenieur

### Lezg
- Lezgus, Rolf (1922–2009), deutscher Fußballspieler

### Lezi
- Lezinsky, Erich (1886–1952), deutscher Politiker (SPD), Mitglied der Stadtverordnetenversammlung von Groß-Berlin
- Lezius, Albert (1903–1953), deutscher Chirurg und Hochschullehrer
- Lezius, Antje (* 1960), deutsche Politikerin (CDU), MdB
- Lezius, Axel (1931–2022), deutscher Biochemiker und Hochschullehrer
- Lezius, Heinrich (1835–1906), deutscher Ingenieur und VDI-Gründer
- Lezius, Martin (1884–1941), Schriftsteller

### Lezo
- Lezo, Blas de (1689–1741), spanischer AdmiralBlas de Lezo (1689–1741)

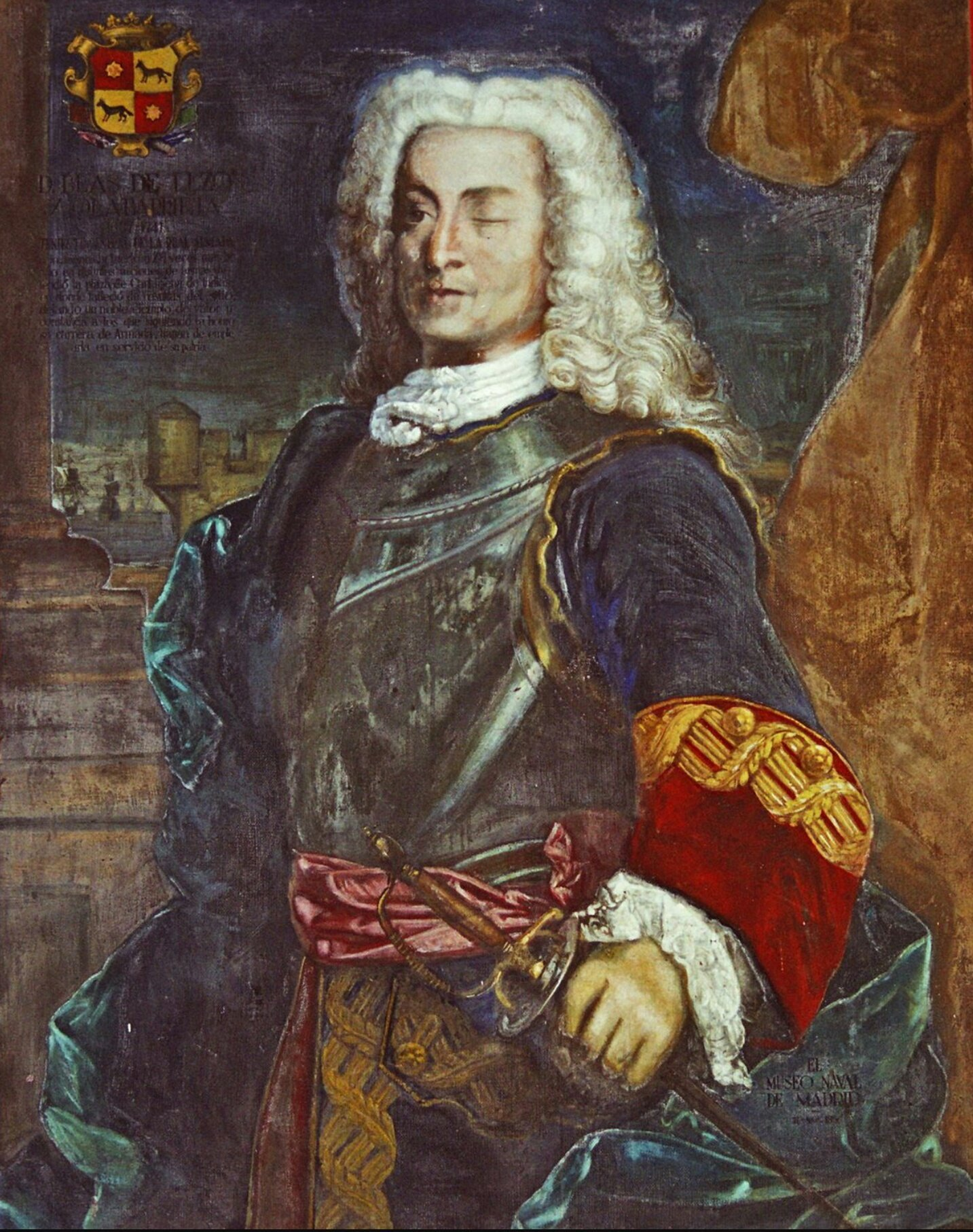
Blas de Lezo (1689–1741)

- Lezoutié, Salomon (* 1958), ivorischer Geistlicher, Bischof von Yopougon

### Lezz
- Lezzi, Bruno (1945–2023), Schweizer Militärhistoriker, Journalist und Generalstabsoffizier
- Lezzi, Eva (* 1963), US-amerikanisch-schweizerische Autorin und Privatdozentin
- Lezzi-Hafter, Adrienne (* 1945), Schweizer Klassische Archäologin und Verlagsleiterin